# Verchnjaja Anma
La Verchnjaja Anma (in russo Верхняя Анма?) è un fiume della Russia, nella Siberia occidentale, affluente di destra dell'Ob'. Scorre nei rajon Molčanovskij e Krivošeinskij dell'Oblast' di Tomsk. 
Nel corso superiore, dalla sorgente alla confluenza dell'Anga (67 km dalla foce), il fiume si chiama Bol'šaja Sorovskaja. Ha origine in una zona paludosa e ha un corso tortuoso. La sua lunghezza è di 123 km. L'area del bacino è di 640 km². Sfocia nell'Ob' a 2547 km dalla foce.